# 효창원로
효창원로(孝昌園路)는 서울특별시 용산구 원효로4가 산호아파트 앞 삼거리와 서계동 만리시장 삼거리를 잇는 보조간선급 도로로 총 연장은 2.8Km이다. 배문고등학교 인근의 일부 구간은 마포구와 용산구의 경계에 걸쳐 있으며, 도로명은 이 도로가 효창공원을 경유하는 데에서 유래하였다.

## 경유지
서울특별시
- 용산구 - 마포구 - 용산구

## 노선
- 산호아파트 앞 삼거리 - 원효로2동 주민센터 - 성심여자고등학교 - 용문시장 사거리 - 효창공원앞역 - 효창운동장 - 효창공원 삼거리, 숙명여자대학교 - 서울청파초등학교 - 배문고등학교 - 만리시장 삼거리

## 연결 도로
- 원효로(산호아파트 앞 삼거리)
- 새창로(용문시장 사거리)
- 백범로(효창공원앞역)
- 만리재로(만리시장 삼거리)